# 주발 (그릇)
주발(周鉢) 또는 밥주발(-周鉢)은 놋쇠로 만든 밥그릇이다. 위가 약간 벌어지고 뚜껑이 있다.

## 같이 보기
- 대접
- 볼
- 바리
- 사발